# Peroz I Kuixanxa
|  | No s'ha de confondre amb Peroz I. |

Peroz I Kuixanxa (bactrià: Πιρωςο Κοϸανο ϸαηο) va ser un Kuixanxa que va regnar a Bactriana del 245 al 275. És el successor d'Ardashir I Kuixanxa. Era un governant enèrgic que va encunyar monedes a Balkh, Herat i Gandhara. Sots el seu comandament, els Kuixano-Sassànides fins i tot van expandir els seus dominis a l'oest, i van empènyer així l'Imperi Kuixan a Mathura, al nord de l'Índia. Va succeir-lo Hormizd I Kuixanxa el 275.

## Nom
El nom Peroz en persa mitjà vol dir victoriós. Cal ressaltar que Peroz I Kuixanxa va ser el primer governador de la família Sassànida a dir-se així. Centúries més tard, el nom tornaria a ser usat per la línia imperial, començant per Peroz I.

## Regnat

Mapa del Regne Kuixano-Sassànida.

Kuixano-Sassànides és un terme historiogràfic emprat modernament per a referir-se a una dinastia de monarques que van suplantar l'Imperi Kuixan a la regió històrica de Bactriana, i pràcticament també el Kabulistan i Gandhara. Segons l'historiador Khodadad Rezakhani, la família era aparentment una branca jove de la Casa de Sassan i potser descendent d'un dels reis de l'Imperi Sassànida. Va ser fundada per Ardashir I Kuixanxa. Peroz va esdevenir Kuixanxa el 245.

### Monedes d'estil sassànida
Igual que el seu predecessor, Peroz és anomenat el "Gran Rei Kuixanxa" i "senyor mazdià (zoroastre)" en les monedes de l'època. En algunes de les rares monedes de Peroz, l'"emissió d'investidura, encunyada a Herat, a la llegenda de l'anvers hi diu mzdztn bgy pylwcy rb’ kwš’n mdw’, és a dir, "El senyor adorador de Mazda Peroz el Gran Kuixanxa" en persa mitjà. Al revers, es veu Peroz dempeus a l'esquerra enfront d'Anahita, que s'aixeca del tron. Peroz sosté una corona d'investidura sobre un altar i alça la mà esquerra com a gest de benedicció. Anhita també sosté una corona d'investidura i un ceptre..

### Monedes d'estil kuixanxa

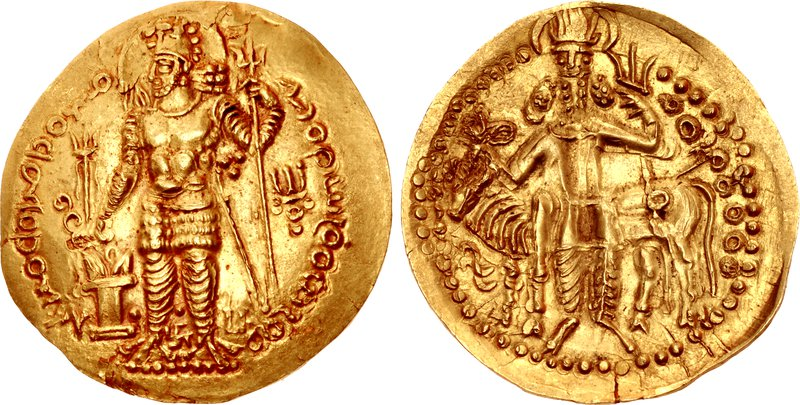
Monedes de Peroz I Kuixanxa que imitaven les kuixanxes, encunyades al a Balkh.

El regnat de Peroz va marcar un canvi en les monedes Kuixano-Sassànides, que van passar a assemblar-se a les dels emperadors kuixans. Ell va ser el primer governant Kuixano-Sassànida a encunyar monedes segons el model kuixanxa. Les d'or de Peroz eren generalment escifades, imitaven el disseny de les de Vasudeva I i s'encunyaven sovint a Balkh.
L'aspecte d'aquesta nova mena de moneda era gairebé idèntic al de la kuixanxa, si bé amb ajusts específics. L'anvers de les monedes de Peroz el retraten dret amb una armadura kuixanxa fent una ofrena en un altar alhora que sosté una llança amb la mà dreta —Rezakhani descriu l'estil de l'armadura com sassànida. La moneda inclou diversos símbols: un trident a sobre de l'altar, el que se sol descriure com un símbol de Nandipada rere el rei i una esvàstica entre les seves cames. També s'hi veu una lletra Brahmi  llegida pi a la dreta del governant, prop de terra. A l'anvers hi ha un text en escriptura bactriana que diu: Πιρωςο οοςορκο Κοϸανο ϸαηο "Peroz el Gran Rei Kuixanxa". En el text, com el seu predecessor Ardashir I Kuixanxa, Peroz s'autodenomina el "Gran Rei Kuixanxa".
El revers té una representació d'estil kuixanxa del déu kuixanxa Oesho (escrit Οηϸο en bactrià), que té els atributs de la deïtat hindú Xiva, enfront del toro Nandi i sostenint un trident i una diadema. Aquest nou disseny per al revers substituïa les representacions anteriors de les divinitats zoroàstriques Mithra o Anahita en les monedes Kuixano-Sassànides. En les monedes d'estil kuixanxa de Peroz, malgrat que la representació de la deïtat és visualment semblant a la de les monedes kuixanes, a la llegenda ja no hi apareix la paraula Οηϸο, sinó οορςοανδο ιαςοδο or BΟPZAΟANΔΟ IAZAΔΟ "la deïtat exaltada".
A més d'encunyar monedes a la base principal kuixano-sassànida de Bactriana, Peroz també en va fer encunyar a Gandhara i Begram, i molt probablement també a Peshawar. Vers aquesta època va ser quan els Kuixano-Sassànides van començar a expulsar els kuixans de Gandhara fins a Mathura, al nord de l'Índia, on va disminuir llur poder i van passar de reis a prínceps locals. Per consegüent, Peroz va ser el primer governant Kuixano-Sassànida que va emtre monedes al sud del Hindu-Kush, i és conegut per unes quantes sobrecàrreges en les monedes del governant kuixanxa Kanishka II.

### Res Gestae Divi Saporis

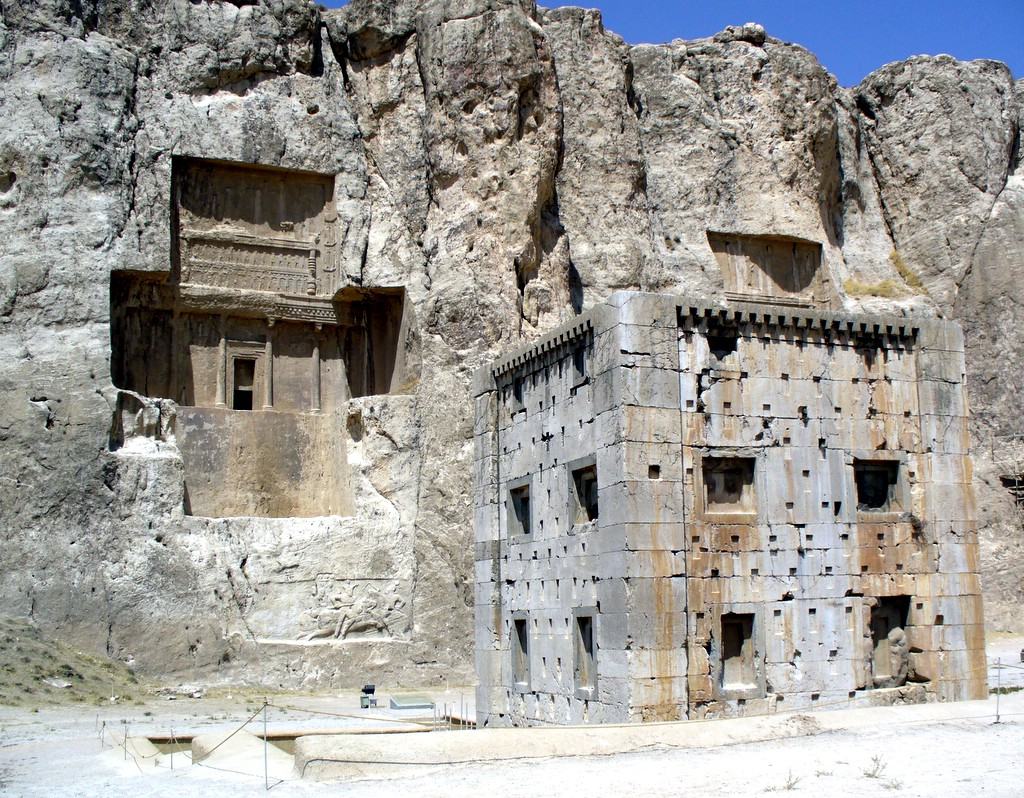
Res Gestae Divi Saporis, on hi ha la inscripció de Sapor I.

Durant el regnat de Peroz, vora el 262, el Rei dels reis de la dinastia sassànida Sapor I va esculpir la inscripció trilingüe de Ka'ba-ye Zartosht, altrament anomenada Res Gestae Divi Saporis. Allà, Sapor I es va autoproclamar soberà de nombroses regions, inclosa la dels Kuixano-Sassànides:
| « | ...Jo, senyor adorador de Mazda, Sapor, rei dels reis d'Iran i d'An-Iran… soc el Líder dels Dominis de l'Iran (Ērānšahr) i posseeixo el territori de Pars, Parthia… Hindestan, el Domini del Kuixan fins als límits de Peshawar i fins a Kash, Sogdia, i el Txatxestan. | » |

Tanmateix, segons Rezakhani, sembla que els Kuixano-Sassànides eren massa forts per a haver governat simplement Sassània. A més, l'historiador Richard Payne exposa com "el subregne Kuixano–Sassànida va governar de Balkh pels reis dels reis de la dinastia Sassànida". El 275, Peroz va morir i va ser succeït per Hormizd I Kuixanxa, fill del rei dels reis Bahram I.